# 笹部駅
笹部駅（ささべえき）は、兵庫県川西市笹部字川原にある能勢電鉄妙見線の駅。駅番号はNS11。

## 歴史
- 1923年（大正12年）11月3日：開業[2]。

## 駅構造
単式1面1線のホームを持つ地上駅で、上下線の列車が同一のホームに発着する。ホームの有効長は4両編成分。
駅構内は複線分の用地が確保されているが、線路は山下方のすぐ手前で単線になる。
駅舎内には自動券売機や自動改札機、自動精算機が1台（1対）ずつ設置されている。能勢電鉄線内ではバリアフリー化が進んでいる駅が多いが、当駅の改札口へは階段を昇降する必要がある。また、トイレは設置されていないほか、駅付近にも公衆便所は設置されていない。

駅外部に向けた駅名看板は長らく設置されていなかったが、2009年に小型の駅名看板が掲出された。

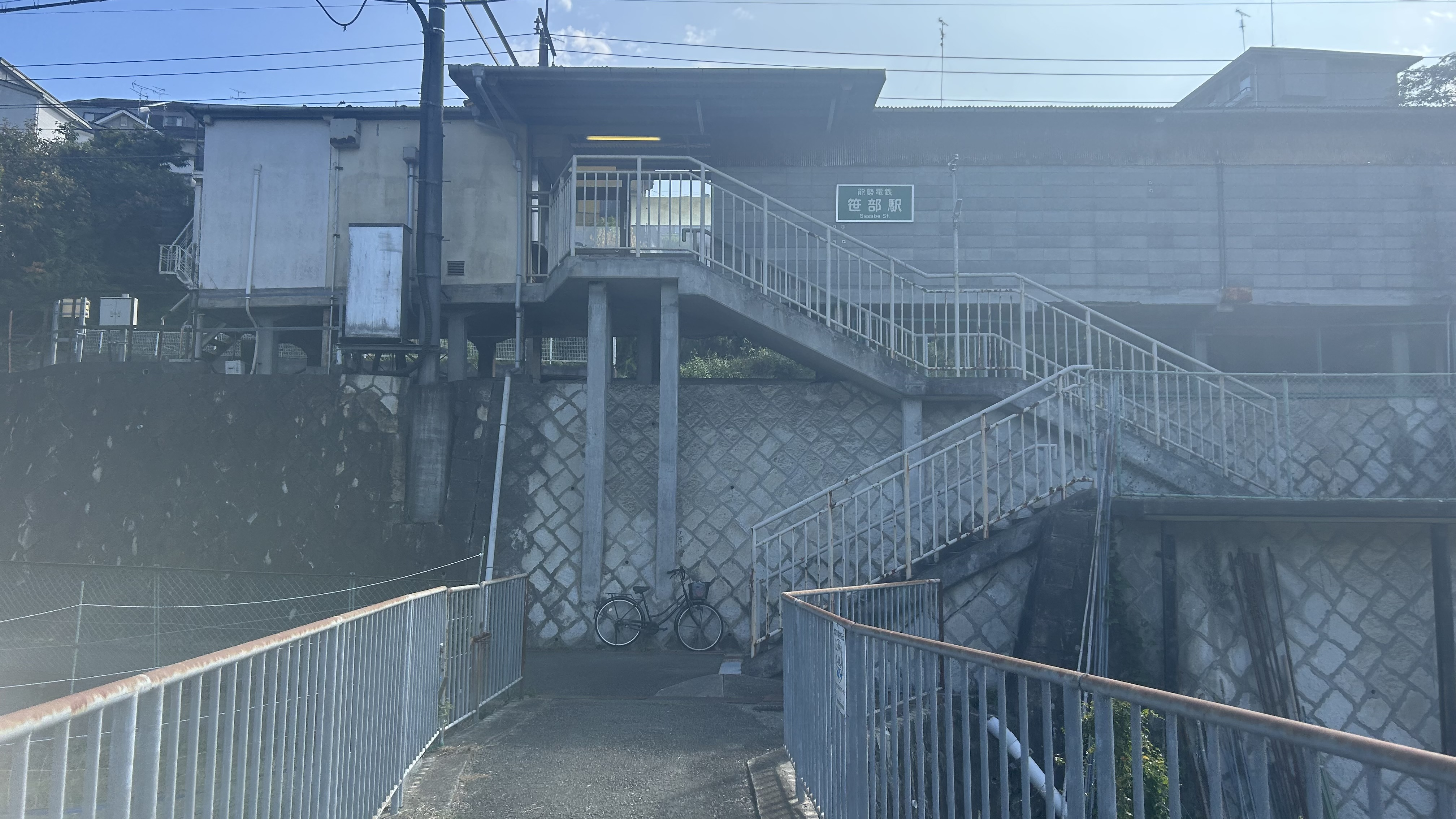
出入口
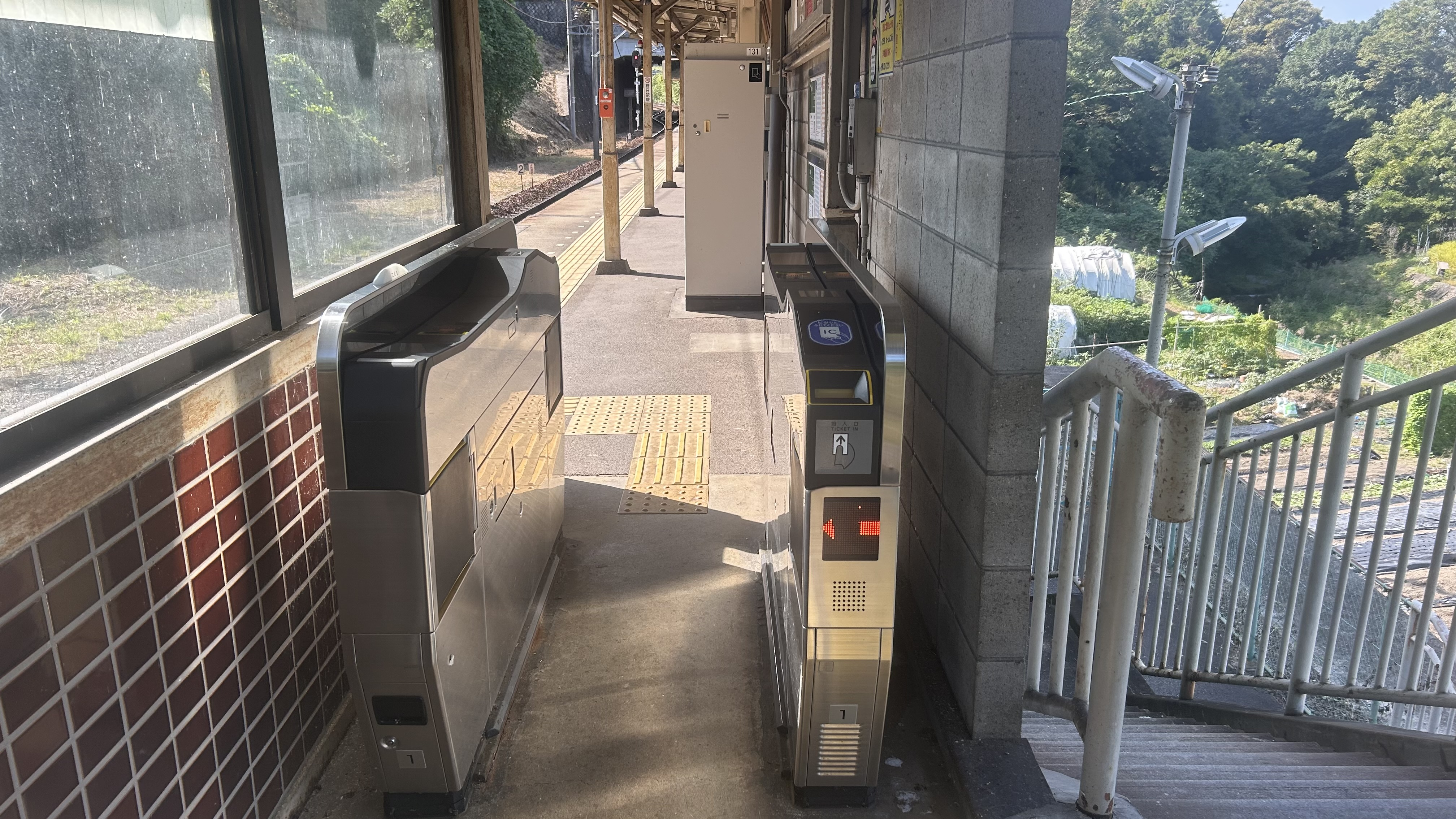
改札口
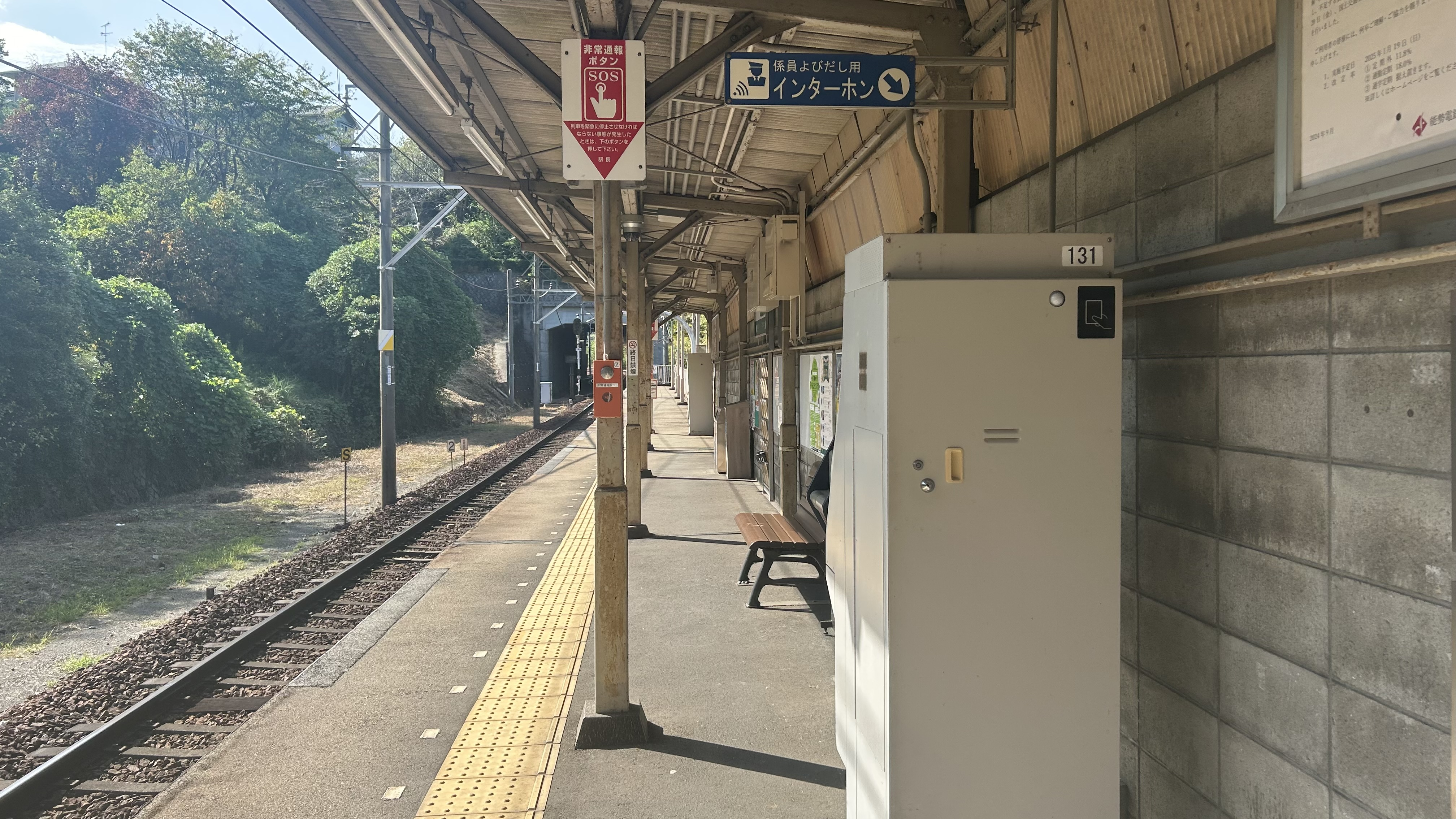
ホーム
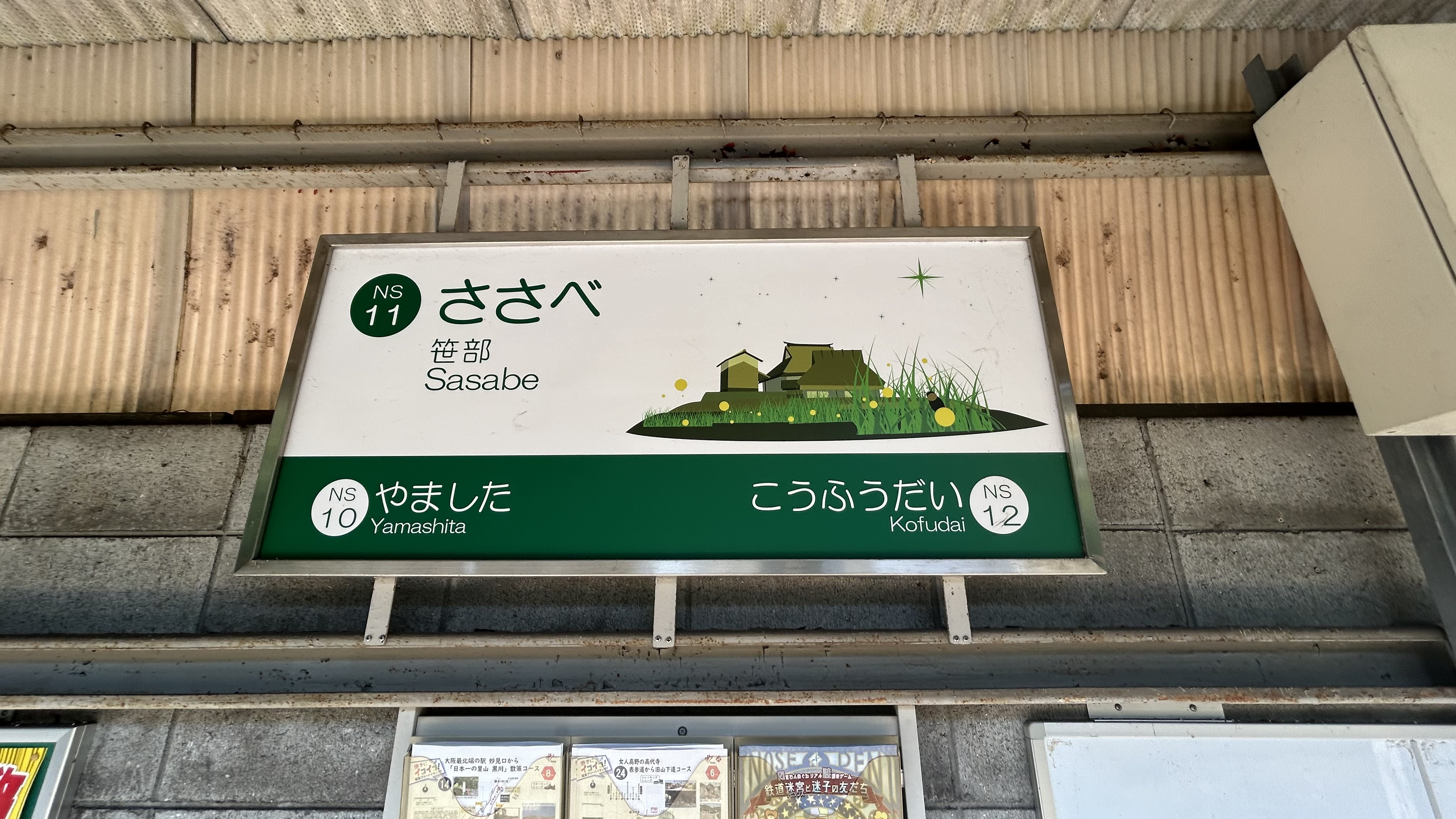
駅名標

## 駅周辺
南側は住宅が密集する大和団地（阪急北ネオポリス）が迫り、東側の歩道橋を渡って行き来する。
一方、北側は市街化調整区域に指定されており、田園風景が広がっている。北側からは駅舎正面の車道でアクセスできるが、この道路は車両の離合が困難なほど道幅が狭い。
- 大和団地（阪急北ネオポリス）
- 川西大和郵便局
- 初谷川

## 利用状況
当駅は大和団地の裏手に位置するが、多くの住民は隣の畦野駅や山下駅を利用している。これは、両駅に特急『日生エクスプレス』を含む能勢電鉄線内の全列車が停車し、かつ商業施設もあるなど利便性が高いためである。団地内には、両駅へと向かう阪急バスの停留所もある。
こういった条件などが重なり、当駅は能勢電鉄線内では最も乗降客数が少ない。
| 年次               | 一日平均 乗降人員 |
| ------------------ | ----------------- |
| 2003年（平成15年） | 265               |
| 2007年（平成19年） | 213               |
| 2011年（平成23年） | 152               |
| 2012年（平成24年） | 170               |
| 2013年（平成25年） | 174               |
| 2014年（平成26年） | 169               |
| 2015年（平成27年） | 135               |
| 2016年（平成28年） | 155               |
| 2017年（平成29年） | 150               |
| 2018年（平成30年） | 125               |
| 2019年（令和元年） | 109               |
| 2020年（令和2年）  | 123               |
| 2021年（令和3年）  | 109               |
| 2022年（令和4年）  | 118               |
| 2023年（令和5年）  | 106               |

（出典：川西市統計要覧）

## その他
- 開業当初は自動改札機が導入されておらず、それまでは降車時に乗車券を運転手に手渡し（定期券等は呈示）する必要があった。
- 住宅地分譲開始後の1968年にときわ台駅が開業するまで妙見口駅まで途中駅がなかった。
- 山下駅へと向かう駅北側の道路は北寄りに迂回しており、南側から向かう場合も道路の関係で南方向に迂回する必要があることから、同駅への徒歩などでの移動は遠回りを強いられる。
- 当駅山下方には山下駅の第一場内信号機が立っており、山下駅構内と近接した状態となっている。当駅と山下駅との間は複線や単線並列のように見えるが、途中に分岐器はなく山下駅構内の一部である。両線とも上下両方向に列車の運転が可能。

## 隣の駅
能勢電鉄
妙見線
■普通
山下駅 (NS10) - 笹部駅 (NS11) - 光風台駅 (NS12)